# Mayobius mandeli
Mayobius mandeli är en mångfotingart som beskrevs av Chamberlin 1944. Mayobius mandeli ingår i släktet Mayobius och familjen stenkrypare.
Artens utbredningsområde är Guatemala. Inga underarter finns listade i Catalogue of Life.